# Mad Secret Concerts – Elena Paparizou
Mad Secret Concerts – Elena Paparizou – drugi album DVD greckiej piosenkarki, Eleny Paparizou. Był nagrywany jako część telewizyjnej serii Mad Secret Concerts z MAD TV 13 grudnia 2005 roku w klubie Iera Odos, w Atenach, w Grecji. Został wydany 22 lipca 2006 roku w Grecji i na Cyprze przez Sony BMG.
Pierwszy radiowy singel wydany z tego albumu to "Just Walk Away", który odniósł duży sukces w rozgłośniach radiowych. Wideoklip miał premierę 20 maja 2006 roku w MAD TV.

## Zawartość albumu
1. "Smooth Operator"
2. "Crazy"
3. "Outside"
4. "Suddenly"
5. "Sweet Dreams (Are Made of This)"
6. "Just Walk Away"
7. "You Set My Heart on Fire"
8. "Can't Help Falling in Love"
9. "The Light in Our Soul"
10. "Why"
11. "That's the Way It Is"
12. "Don’t Speak"
13. "Like a Prayer"
14. "Imagine"

## Historia wydania
| Kraj   | Data wydania  | Wytwórnia            | Format |
| ------ | ------------- | -------------------- | ------ |
| Grecja | 22 lipca 2006 | Sony BMG/RCA Records | DVD    |
| Cypr   | 22 lipca 2006 | Sony BMG/RCA Records | DVD    |

## Osiągnięcia
| Lista                    | Organizacja wydająca certyfikat | Najlepsza pozycja | Liczba tygodni na liście | Wyróżnienie | Liczba sprzedanych egzemplarzy |
| ------------------------ | ------------------------------- | ----------------- | ------------------------ | ----------- | ------------------------------ |
| Grecka lista albumów DVD | IFPI                            | 1                 | 30                       |             |                                |
| Cypryjska lista albumów  | All Records Top 20              | 1                 | 10                       |             |                                |